# Sina-Maria Gerhardt
Sina-Maria Gerhardt (* 25. August 1981 in Bochum) ist eine deutsche Theater- und Filmschauspielerin.
Gerhardt studierte ab 2001 bis 2005 an der Folkwang-Hochschule in Bochum Schauspiel. Davor absolvierte sie eine Ballettausbildung und arbeitete am Schauspielhaus Bochum, u. a. mit Frank-Patrick Steckel, Leander Haußmann, Jürgen Kruse und Matthias Hartmann. Im Jahr 2003 spielte sie in dem Amateurfilm Operation Dance Sensation mit.
Gerhardt ist an der Freien Schauspielschule Hamburg als Dozentin tätig.

## Theaterengagements
- 2003: Jeanne d’Arc au bûcher – Ruhr-Triennale Musiktheater Gelsenkirchen, Regie: Marc Piollets
- 2004: Die Wupper – Wuppertaler Schauspielhaus, Regie: Thomas Pittol
- 2004: Man spielt nicht mit der Liebe – Kammerspiele Bochum, Regie: Phillip Preuß
- 2005: Der Nussknacker – Schauspielhaus Bochum, Regie: Annette Raffalt
- 2005: Peter Pan – Domfestspiele Bad Gandersheim, Regie: Theodor Adebisi
- 2005: Cyrano de Bergerac – Domfestspiele Bad Gandersheim, Regie: Johannes Klaus
- 2006: Das kalte Herz – Schauspielhaus Bochum, Regie: Martina van Boxen
- 2006: Sanft und grausam – Theater Bonn, Regie: Michael Helle
- 2007: Die Nummer des Jahres – Theater an der Kö Düsseldorf, Regie: René Heinersdorff
- 2008: Hexenjagd – Theater Bonn, Regie: Michael Helle
- 2008: Der kleine Vampir – Schauspielhaus Bochum, Regie: Wolf-Dietrich Sprenger
- 2011: Der kleine Vampir – Ernst Deutsch Theater
- 2012: Frau Müller muss weg – Theater Kontraste, Regie: Kai-Uwe Holsten
- 2014: Sonny Boys – Ernst Deutsch Theater

## Fernsehproduktionen
- 2002: Nette Leute
- 2007: Alles in Ordnung – Mit dem Wahnsinn auf Streife (Fernsehserie)
- 2007: Gott sei dank … dass Sie da sind! (Fernsehserie)
- 2008: Das I Team die Jungs mit der Maus (Fernsehserie)
- 2008: Küsse à la Carte (Fernsehfilm)
- 2009: Die Hindenburg (Fernsehfilm)
- 2011: Danni Lowinski – Mutterkind (Fernsehserie)
- 2014: Hotel Zuhause: Bitte stören!